# Blood Oath
Blood Oath – szósty album studyjny amerykańskiej grupy muzycznej Suffocation. Wydawnictwo ukazało się 3 lipca 2009 roku nakładem wytwórni muzycznej Nuclear Blast. Album został przed premierą udostępniony do odsłuchania w formie digital stream na oficjalnym profilu MySpace zespołu. 
Podczas nagrań muzycy współpracowali z producentem muzycznym Joe Cincotta. Miksowanie wykonał Zack Ohren, który współpracował z grupami All Shall Perish i Decrepit Birth. Natomiast okładkę przygotował Jon Zig. Wydawnictwo zadebiutowało na 135. miejscu listy Billboard 200 sprzedając się w nakładzie 3 500 egzemplarzy w przeciągu tygodnia od dnia premiery. W ramach promocji został zrealizowany teledysk do utworu pt. "Cataclysmic Purification" w reżyserii Davida Brodsky'ego.

## Lista utworów
Opracowano na podstawie materiału źródłowego.
| 1. "Blood Oath" – 3:56 2. "Dismal Dream" – 3:18 3. "Pray for Forgiveness" – 3:41 4. "Images of Purgatory" – 3:28 5. "Cataclysmic Purification" – 4:52 6. "Mental Hemorrhage" – 3:56 7. "Come Hell or High Priest" – 4:08 8. "Undeserving" – 4:11 9. "Provoking the Disturbed" – 5:19 10. "Marital Decimation" – 4:02 Utwory bonusowe - Stany Zjednoczone 1. Pray For Forgiveness (instrumental version) – 3:40 2. Dismal Dream (rough mix un-mastered) – 3:16 | Utwory bonusowe - edycja limitowana 1. Blood Oath (instrumental version) – 3:56 2. Cataclysmic Purification (rough mix un-mastered) – 4:52 Utwory bonusowe - iTunes 1. Undeserving (rough mix un-mastered) – 4:11 2. Marital Decimation (instrumental version) – 4:06 Utwory bonusowe - edycja blood pack 1. Pray For Forgiveness (rough mix un-mastered) – 3:40 2. Dismal Dream (instrumental version) – 3:16 3. Blood Oath (instrumental version) – 3:56 4. Cataclysmic Purification (rough mix) – 4:52 |

## Twórcy
Opracowano na podstawie materiału źródłowego.
| - Frank Mullen – śpiew - Terrance Hobbs – gitara - Guy Marchais – gitara - Derek Boyer – gitara basowa | - Mike Smith – perkusja - John Scrip – mastering - Zack Ohren – miksowanie - Joe Cincotta – inżynieria dźwięku, produkcja muzyczna |

## Wydania
| Rok  | Nr katalogowy          | Nośnik | Wytwórnia         | Region            |
| ---- | ---------------------- | ------ | ----------------- | ----------------- |
| 2009 | NB 2302-2              | CD     | Nuclear Blast     | Stany Zjednoczone |
| 2009 | SR0477                 | CD     | Scarecrow Records | Meksyk            |
| 2009 | NB 2302-5              | CD     | Nuclear Blast     | Niemcy            |
| 2009 | NB 2302-1, 27361 23021 | LP     | Nuclear Blast     | Niemcy            |